# Raven Goodwin
Raven Shamira Goodwin (Washington, 1992. június 24. –) amerikai színésznő.
Legismertebb alakítása Ivy Wentz, a 2010 és 2014 között futó Sok sikert, Charlie! című sorozatban. Főszereplőként feltűnt a Being Mary Jane című drámasorozat epizódjaiban is.

## Pályafutása
2001-ben kezdett színészkedni, elsőként a Lovely & Amazing című filmben. Számos jelölést kapott a szerepért, például a Black Reel Award elismerését is. 2003-ban Tom McCarthy Az állomásfőnök című vígjáték-drámájában tűnt fel, újabb kritikai elismeréseket szerezve.
Televíziós sorozatokban 2004-től vállalt szerepléseket: többek közt a Már megint Malcolm, a Mrs. Klinika, valamint a Mindenki utálja Christ! epizódjaiban volt látható. 2006-ban az XL szerelem című vígjátékban játszott, a Mo’Nique által megformált Jazmin Biltmore gyerekkori énjét alakítva. 2007-ben megkapta Tangie Cunningham szerepét a Nickelodeon Just Jordan című sorozatában.
2010-ben a Huge című ifjúsági drámasorozat visszatérő szereplője volt. A műsor epizódjait átlagosan egymillióan nézték. Ugyanebben az évben a Disney Channel Sok sikert, Charlie! című sorozatában osztották rá Ivy Wentz szerepét.

## Magánélete
2019-ben az Instagramon jelentette be eljegyezését. 2020-ban megszületett az első gyermeke.

## Filmográfia

### Film
| Év   | Magyar cím      | Eredeti cím       | Szerep                    | Magyar hang   |
| ---- | --------------- | ----------------- | ------------------------- | ------------- |
| 2001 |                 | Lovely & Amazing  | Annie Marks               |               |
| 2003 | Az állomásfőnök | The Station Agent | Cleo                      | Kántor Kitty  |
| 2006 | XL szerelem     | Phat Girlz        | Jazmin Biltmore fiatalon  |               |
| 2007 |                 | All About Us      | DJ                        |               |
| 2008 |                 | My Genie          | Princene "Hercegnő" Gingi |               |
| 2017 | Ó, anyám!       | Snatched          | Lew                       | Börcsök Enikő |
| 2024 |                 | Lola              | Babina                    |               |

### Televízió
| Év        | Magyar cím                                  | Eredeti cím                               | Szerep                      | Megjegyzések                                          |
| --------- | ------------------------------------------- | ----------------------------------------- | --------------------------- | ----------------------------------------------------- |
| 2004–2005 | Már megint Malcolm                          | Malcolm in the Middle                     | gyerek                      | 3 epizód                                              |
| 2005      | Mrs. Klinika                                | Strong Medicine                           | Tara                        | 1 epizód                                              |
| 2006      | Mindenki utálja Christ!                     | Everybody Hates Chris                     | Tangee                      | 1 epizód                                              |
| 2006      |                                             | All of Us                                 | Courtney                    | 2 epizód                                              |
| 2007–2008 |                                             | Just Jordan                               | Tangie Cunningham           | főszereplő (30 epizód)                                |
| 2008      | A stúdió                                    | 30 Rock                                   | Pam                         | 1 epizód                                              |
| 2010      |                                             | Huge                                      | Rebecca "Becca" Huffstatter | főszereplő (10 epizód)                                |
| 2010      |                                             | Meet the Browns                           | Rose                        | 1 epizód                                              |
| 2010–2014 | Sok sikert, Charlie!                        | Good Luck Charlie                         | Ivy Wentz                   | - 34 epizód - magyar hangja:[forrás?] - Kokas Piroska |
| 2011      | Sok sikert, Charlie: A film – A nagy utazás | Good Luck Charlie: It's Christmas!        | Ivy Wentz                   | - tévéfilm - magyar hangja:[forrás?] - Kokas Piroska  |
| 2011      | Új csaj                                     | New Girl                                  | Desiree                     | 1 epizód (Őstehetség)                                 |
| 2011      | Glee – Sztárok leszünk!                     | Glee                                      | Sheila                      | 3 epizód                                              |
| 2013–2019 |                                             | Being Mary Jane                           | Niecy Patterson             | főszereplő (35 epizód)                                |
| 2017–2019 |                                             | SMILF                                     | Eliza                       | 17 epizód                                             |
| 2019      |                                             | American Soul                             | Violet                      | 1 epizód                                              |
| 2019      |                                             | Christmas Belles                          | Delia                       | tévéfilm                                              |
| 2020      |                                             | The Clark Sisters: First Ladies of Gospel | Denise Clark Bradford       | tévéfilm                                              |
| 2021      |                                             | Our Kind of People                        | Josephine                   | 1 epizód                                              |
| 2022      |                                             | Single Black Female                       | Monica                      | tévéfilm                                              |
| 2022–2023 | Abbott Általános Iskola                     | Abbott Elementary                         | Krystal                     | 2 epizód                                              |
| 2023      |                                             | Christmas Rescue                          | Kym                         | tévéfilm                                              |
| 2024      |                                             | Single Black Female 2: Simone's Revenge   | Monica                      | tévéfilm                                              |